# Homidiana brachyura
Homidiana brachyura is een vlinder uit de familie van de Sematuridae. De wetenschappelijke naam van de soort is voor het eerst geldig gepubliceerd door Hampson.